# Juleljus
Juleljus är en novell av Alf Henrikson utgiven 1992 och är publicerad i samlingen En jul när jag var liten. 

## Böcker
- Alf Henrikson (1992): Juleljus. I: En jul när jag var liten. Harriet Alfons & Margot Henrikson: Rabén & Sjögren. Stockholm. Illustrerad av Fibben Hald. ISBN 9129620597
- Alf Henrikson (2011): Juleljus. I: Julens bästa berättelser. Ordalaget Bokförlag. Stockholm. ISBN 9789174690088

## Översättningar
- Danska: Alf Henrikson (1993): Julelys I: Jul da jeg var lille, Gyldendal